# فرودگاه گرین
فرودگاه گرین (به انگلیسی: Gorin) یک فرودگاه نظامی است که یک باند فرود بتن دارد و طول باند آن ۳۰۰۰ متر است. این فرودگاه در کشور روسیه قرار دارد و در ارتفاع ۱۵۰ متری از سطح دریا واقع شده‌است.